# 佐世保カントリー倶楽部
佐世保カントリー倶楽部（させぼカントリーくらぶ）は、 長崎県佐世保市知見寺町にあるゴルフ場である。

## 概要
1955年（昭和30年）、長崎の福田に「長崎カンツリー倶楽部」（設計・長崎観光貿易株式会社）が開場された、それに刺激されて佐世保にもゴルフ場を造ろうとの声が高まり、先頭に立って動いたのが西肥自動車株式会社の中村弘海で、応援したのが株式会社親和銀行の牧謙一らだった。
ゴルフ場の建設用地は、私有林があった知見寺を選択した。佐世保市長の辻一三（後・二代目理事長）によって進められ、用地と技術は佐世保市が出すことになった。コース設計は、最初の9ホールは「古賀ゴルフ・クラブ」（1926年（大正15年）、設計・上田治）を手本に、真似て作成した簡単な見取図が頼りだった。
1956年（昭和31年）12月14日、ゴルフ場の造成工事が着工された、1957年（昭和32年）3月1日、新たなゴルフ場の建設に向けて経営母体「株式会社佐世保カントリー倶楽部」が設立され、社長に中村弘海が就任した。造成工事の途中から、唐津ゴルフ倶楽部の所属プロ・島村裕正を譲って貰って工事を進めた。
1957年（昭和32年）10月26日、9ホールが完成し、開場された。その後、増設の9ホールは、コース設計を上田に依頼、工事が着工され、18ホールのゴルフ場が完成し開場された。

## 所在地
〒857-0101 長崎県佐世保市知見寺町1410番地

## コース情報
- 開場日 - 1957年10月26日
- 設計者 - 上田 治
- 面積 - 640,000m2（約19.3万坪）
- コースタイプ - 山岳コース
- コース - 18ホールズ、パー72、6,783ヤード、コースレート72.6
- フェアウェー - コウライ
- ラフ - ノシバ
- グリーン - 1グリーン、ベント
- ラウンドスタイル - キャディ・セルフ選択可、キャディの人数に応じてキャディ付、それ以外はセルフ、乗用カート使用、希望すればツーサム可
- 練習場 - あり
- 休場日 - 毎週月曜日（セルフ営業）[2][3]

## クラブ情報
- ハウス面積 - 1,341m2（405.6坪）
- ハウス設計 - 大成建設株式会社
- ハウス施工 - 大成建設株式会社[2][3]

## ギャラリー
- コース - 「佐世保カントリー倶楽部」、コース案内、2021年3月27日閲覧
- ハウス - 「佐世保カントリー倶楽部」、倶楽部案内、2021年3月27日閲覧

## 交通アクセス
鉄道
- 佐世保線（JR九州） - 佐世保駅より タクシー利用約20分
- 松浦鉄道 - 左石駅より タクシー利用[4]

道路
- 西九州自動車道 - 佐世保みなとICより 約18分[4]

## 関連文献
- 『ゴルフ場ガイド 西版』、2006-2007、「佐世保カントリー倶楽部」、東京 ゴルフダイジェスト社、2006年5月、2021年3月27日閲覧
- 『美しい日本のゴルフコース BEAUTIFUL GOLF CULTURE IN JAPAN 日本のゴルフ110年記念 ゴルフは日本の新しい伝統文化である』、ゴルフダイジェスト社「美しい日本のゴルフコース」編纂委員会編、「昭和31年、設計図なしで演習場跡地に造成開始。手本は古賀GCだった」、東京 ゴルフダイジェスト社、2013年12月、2021年3月27日閲覧